# Angus T. Jones
Angus Turner Jones (født 8. oktober 1993 i Austin, Texas, USA) er en amerikansk barneskuespiller, der trods en allerede fyldig filmografi er bedst kendt fra tv-serien Two and a Half Men.